# Olivier Suray
Olivier Suray (Namen, 16 oktober 1971) is een Belgisch voetbaltrainer en voormalig voetballer.

## Biografie

### Spelerscarrière
Hij maakte als achttienjarige zijn debuut in het eerste elftal van Sporting Charleroi. Suray viel op als een sterke verdediger, die zowel op links als op rechts kon spelen, zodat hij al snel in de belangstelling van andere clubs kwam. Na drie jaar vertrok hij naar RSC Anderlecht en hij schopte het bijna tot de Rode Duivels, maar miste het Wereldkampioenschap voetbal 1994 door een blessure.
Suray speelde drie seizoenen voor Anderlecht, waarna hij terugkeerde naar Charleroi. Daarna speelde hij voor Standard Luik, Altay en Adanaspor in Turkije, KSK Beveren, La Louvière en Bergen. Daar werd hij een keer uit de selectie gezet wegens het eten van boterhammen met chocolade.

### Zaak-Ye
Olivier Suray kwam in opspraak in verband met het omkoop- en gokschandaal in het Belgisch voetbal. Hij zou zijn oud-teamgenoot van Charleroi Laurent Wuillot €200.000 geboden hebben om de uitslag van de wedstrijd Brussels-Lierse te beïnvloeden. Dit mislukte, waarna hij in het kielzog van de Chinese zakenman Zheyun Ye vertrok naar Finland. Daar was hij korte tijd manager van de omstreden club AC Allianssi, waar prompt praktijken gesignaleerd werden die sterk doen denken aan die in België: een wedstrijd werd met 8-0 verloren, waarna bleek dat op die match in Azië sterk gegokt was.
Suray, Ye en de spelersmanager Pietro Allatta werden op 31 oktober 2005 door de Belgische politie gearresteerd in het Hilton-hotel in Brussel, maar na verhoor weer vrijgelaten. Zijn Finse club stuurde hem en Ye de laan uit en heeft zelfs een klacht tegen hem ingediend bij justitie. Daarna speelde hij bij Tweede provencialer Morialmé en reed hij nog vrolijk rond in zijn Porsche Cayenne, die op naam van Ye stond. Hij ontkende aanvankelijk alle beschuldigingen.
Op 16 maart 2006 is hij aangehouden voor verhoor en bekende hij dat er uitslagen van Allianssi en Lierse gemanipuleerd werden.